# جامع الخير
جامع الخير هو أحد المساجد القديمة في مدينة حلب ويعتبر من أحد معالم المدينة القديمة.
يقع المسجد في في محلة سوية علي ويسمى جامع الحاج موسى اغا ويسمى بجامع الخير، بني الجامع سنة 1176 هـ الموافق 1792 م و تعتبر مئذنته ذات النمط العثماني من أهم آثاره.